# Mari (Tillabéri)
Mari ist ein Dorf in der Stadtgemeinde Tillabéri in Niger.

## Geographie

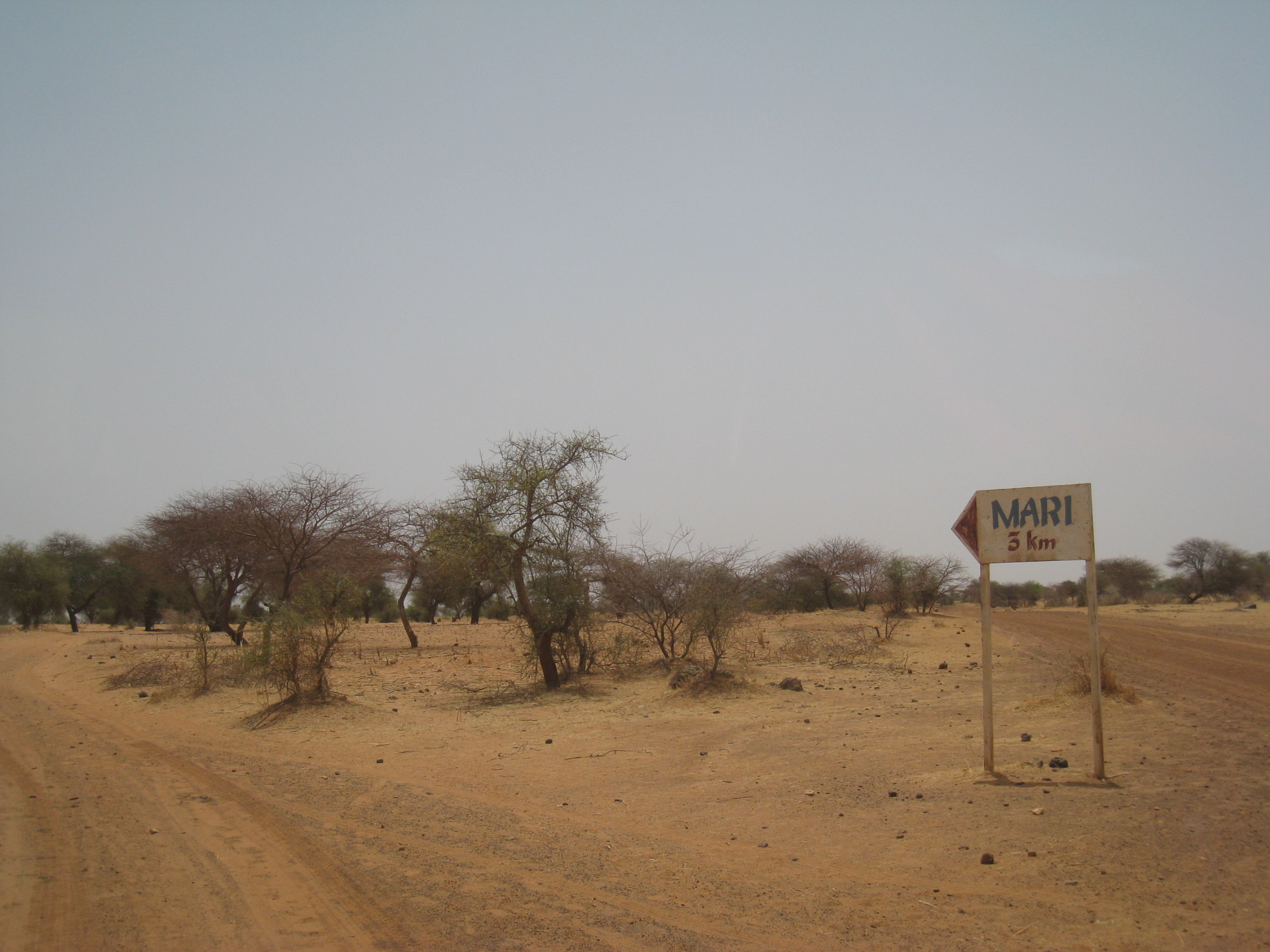
Wegweiser nach Mari in Tillabéri (2009)

Das Dorf liegt rund sieben Kilometer nordöstlich des Stadtzentrums von Tillabéri, der Hauptstadt des gleichnamigen Departements Tillabéri und der gleichnamigen Region Tillabéri. Die Nachbarsiedlungen von Mari sind Djindabani im Südosten sowie Tinabaw und Sabou im Süden.
Mari ist Teil der Übergangszone zwischen Sahel und Sudan. Die durchschnittliche jährliche Niederschlagsmenge beträgt hier zwischen 400 und 500 mm. Beim Dorf verläuft das Trockental Kori de Mari mit einem kleinen See, der Mare de Mari.

## Geschichte
Ein solarenergiebetriebenes Wasserversorgungssystem auf Basis von Grundwasser wurde 1999 installiert. Es ersetzte ein 1984 eingerichtetes handbetriebenes Wasserpumpensystem. Das Dorf Mari wurde 2003 in Tillabéri eingemeindet.

## Bevölkerung
Bei der Volkszählung 2012 hatte Mari 1378 Einwohner, die in 176 Haushalten lebten. Bei der Volkszählung 2001 betrug die Einwohnerzahl 708 in 91 Haushalten und bei der Volkszählung 1988 belief sich die Einwohnerzahl auf 1823 in 289 Haushalten.
Im Dorf leben Angehörige der Tuareg-Untergruppe Idrifan.

## Wirtschaft und Infrastruktur
Mit einem Centre de Santé Intégré (CSI) ist ein Gesundheitszentrum im Ort vorhanden. Die Grundschule von Mari dient als eine der Übungsschulen der Lehrerbildungsanstalt Ecole Normale d’Instituteurs Tanimoune.